# Ophiomyia io
Ophiomyia io este o specie de muște din genul Ophiomyia, familia Agromyzidae, descrisă de Pakalniskis în anul 1998. Conform Catalogue of Life specia Ophiomyia io nu are subspecii cunoscute.